# Neuhaus (Utscheid)
Neuhaus (ⓘ) ist ein Ortsteil der Ortsgemeinden Utscheid und Brimingen im Eifelkreis Bitburg-Prüm in Rheinland-Pfalz.

## Geographische Lage
Neuhaus liegt südöstlich von Utscheid und südwestlich von Brimingen. Der Ortsteil befindet sich in unmittelbarer Nähe zur B 50. Umgeben ist Neuhaus von umfangreichen Wäldern sowie einem Moorgebiet. In der Nähe des Ortes fließt der Ringsbach in Richtung Sinspelt.

## Geschichte

### Neuhaus
Ursprünglich existierte außerhalb von Utscheid nur das Anwesen Baustert-Waldburg sowie eine Glashütte. Der Ortsteil Neuhaus befindet sich heute an der Stelle des genannten Anwesens. Nachdem 1840 einige Hütten im Ortsteil Buscht errichtet worden waren, folgten erste Ansiedlungen an dieser Stelle und es entstand der heutige Ort Neuhaus.

### Hunsrück-Eifel-Kultur
Im heutigen Neuhaus gab es eine ausgedehnte Siedlungsstelle der älteren und jüngeren HEK, die auch bronzezeitliche und jüngerlatènezeitliche Funde geliefert hat. In einer Ackerfläche sind zudem Gruben und Brandstellen erkennbar. Einige gefundene Fragmente von Drehscheibenkeramik könnten mittel- bis spätlatènezeitlich sein. Ferner befindet sich das ausgedehnte Hügelgräberfeld in der Flur „Wagenfelder“ nur ca. 500 m entfernt.

## Kultur und Sehenswürdigkeiten

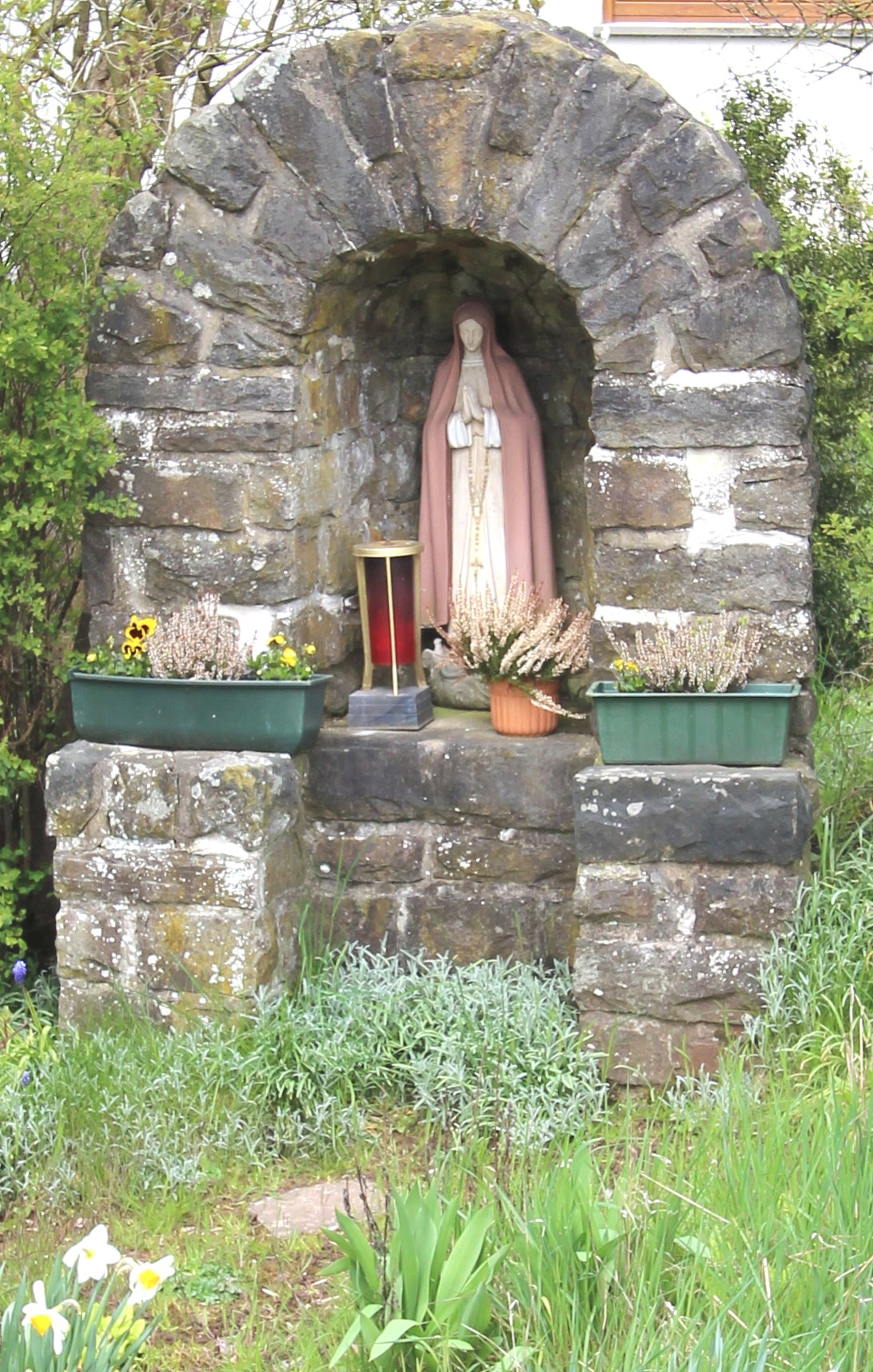
Mariengrotte, Neuhaus

### Bauwerke
Sehenswert ist im Ort vor allem eine kleine Mariengrotte die neben einem Privathof errichtet wurde. Ferner gibt es ein Wegekreuz aus Sandstein, welches sich direkt an der B 50 in Richtung Sinspelt befindet.

### Grünflächen und Naherholung
Der Wanderweg 82 des Naturparks Südeifel kreuzt den Ortsteil und führt als Rundweg wieder nach Utscheid.
Der Wanderweg „Schluchtenpfad“ des NaturWanderPark delux kreuzt den Ortsteil zweimal und führt unter anderem durch die Schlucht des Ringsbaches.
Im Ortsteil befindet sich zudem die ehemalige Tongrube Utscheid. Diese ist heute als Moorgebiet erhalten und wurde zum Naturschutzgebiet erklärt.
Siehe auch: Liste der Naturschutzgebiete im Eifelkreis Bitburg-Prüm

## Wirtschaft und Infrastruktur

### Unternehmen
In Neuhaus existieren mehrere Unternehmen. Es gibt einen Automobilhandel, eine Gaststätte sowie einen Handel für Münzspielgeräte.
Im Jahre 2011 wurde das Solarkraftwerk Utscheid-Neuhaus (Eifel) der Osloer Firma Scatec Solar gebaut. Die 47.000 m² große Anlage auf der Fläche der alten („Ziegelei Neuhaus“ ⊙) erzeugt eine Jahresproduktion von 2,3 Mio. Kilowattstunden und kann ca. 600 Haushalte mit Strom versorgen. Investitionsvolumen betrug 5 Mio. €.
Siehe auch: Liste von Kraftwerken in Deutschland

### Verkehr
Es existiert eine regelmäßige Busverbindung.
Neuhaus liegt strategisch günstig direkt an der B 50 und ist durch diese sowie durch die K 66 in Richtung Buscht erschlossen.